# Трансграничная агломерация Благовещенск — Хэйхэ
Благовещенск — Хэйхэ — трансграничная агломерация с двумя центрами — город Благовещенск (административный центр Амурской области, РФ) и район Айхуэй (городской округ Хэйхэ, КНР). На территории России в состав агломерации также входят граничащие с Благовещенском сёла Благовещенского района: Каникурган, Чигири и Верхнеблаговещенское.
Примерно равнонаселённые город Благовещенск и район Айхуэй разделены Амуром, ширина которого в этом месте составляет 800 метров. Численность населения агломерации составляет 454 390 чел., общая площадь территории — 1786,69 км².
| Муниципальное образование | Площадь, км² | Население, чел. |
| ------------------------- | ------------ | --------------- |
| город Благовещенск        | 320,97       | 231 342         |
| село Верхнеблаговещенское | 2,609        | 713             |
| село Каникурган           | 1,23         | 231             |
| село Чигири               | 18,876       | 11 104          |
| район Айхуэй              | 1443         | 211 000         |

## Особенности
Благовещенск-Хэйхэ — крупнейшая трансграничная агломерация Российской Федерации. На всем протяжении российско-китайской границы это единственное место, где соседствуют города, а не малые населенные пункты. Благовещенск — один из немногих городов Российской Федерации, расположенных непосредственно на государственной границе.
Взаимовыгодные внешнеэкономические и международные связи между Благовещенском и Хэйхэ продолжаются более 30 лет.

## История образования
В 2009 г. Благовещенск и Хэйхэ подписали Соглашение о побратимских отношениях. С тех пор ежегодно проводятся совместные мероприятия, уникальные не только для двух стран, но и для всего мира. Исходя из имеющегося опыта международного взаимодействия и с учетом создания новой транспортной инфраструктуры администрация города Благовещенска , администрация Благовещенского района  и Народное Правительство городского округа Хэйхэ  приняли решение начать работу по совместному развитию трансграничной агломерации.
24 мая 2019 года заместитель мэра города Благовещенска Ноженкин М. С., глава Благовещенского района Седых Е. А. и заместитель секретаря городского комитета КПК городского округа Хэйхэ Сунь Хэнъи подписали меморандум о взаимодействии при формировании концепции трансграничной агломерации.
В мае 2019 года проект «Трансграничная агломерация Благовещенск-Хэйхэ» был презентован на международной выставке-форуме «АмурЭкспоФорум — 2019», в июне 2019 года — на Харбинской торгово-экономической ярмарке.
Проект «Трансграничная агломерация Благовещенск-Хэйхэ» реализуется в ходе работы по сопряжению Евразийского экономического союза (ЕАЭС) и китайской инициативы «Один пояс и один путь».
Трансграничная агломерация Благовещенск-Хэйхэ должна стать образцовой зоной экономического сотрудничества между РФ и КНР, а также крупным транспортным узлом в рамках исполнения Программы создания экономического коридора Россия-Монголия-Китай.

## Инфраструктура
В 2016 году вблизи Каникургана началось строительство трансграничного моста через Амур, который соединит Благовещенск и Хэйхэ. 31 мая 2019 года произошла процедура стыковки российской и китайской частей моста, а в конце ноября 2019 года строительство моста было завершено. Запуск грузового транспорта планировался в апреле 2020 года, а к середине 2021 года, после строительства постоянного пункта пропуска, планируется запуск и пассажирского транспорта. По прогнозам экспертов уже к 2025 году пропускная способность мостового перехода для физических лиц составит 1,9 млн человек, а для грузовых перевозок — 4 млн тонн груза.
В июле 2019 года началось строительство трансграничной канатно-подвесной дороги через Амур между Благовещенском и Хэйхэ. Проектная протяженность дороги составит 973 метра, время перемещения между конечными пунктами — 6 минут. Пропускная способность канатной дороги составит 457 человек в час и порядка 6-7 тысяч человек в день. На российской стороне будет построена 4-этажная терминальная станция по проекту голландского архитектурного бюро UNStudio, площадью 4,9 га, там будут находиться пункты пропуска и торговые площади.
В 2019—2021 годах в Благовещенске планируется реконструкция аэропортового комплекса со строительством новой взлетно-посадочной полосы и нового здания международного терминала с пунктом пропуска, а также модернизация объектов аэродромной инфраструктуры.

## Визовый режим
Граждане Российской Федерации могут по упрощенной системе въезжать в Хэйхэ и находиться на его территории до 30 дней без оформления визы.
В случае получения городом Благовещенском статуса свободного порта Владивосток резидентам будет представлена возможность применения беспошлинного и безналогового режима свободной таможенной зоны. Для иностранных граждан будет действовать упрощенный въезд через пункты пропуска на территорию Российской Федерации с возможностью восьмидневного пребывания.
Вместе с тем, на территории Хэйхэ планируется создание свободной экономической зоны, где товары, поступающие в зону, не подлежат пошлинному и таможенному оформлению.

## Гуманитарные связи
Благовещенск и Хэйхэ каждый год совместно проводят массовые международные детские обмены «Мост Дружбы», в котором, начиная с девяностых годов прошлого века и вплоть до настоящего времени, приняло участие около 22 000 российских и китайских детей.
С 2016 года ежегодно проводится Международный фестиваль детского творчества «Детство на Амуре», который в 2017—2018 годах при поддержке Народного Правительства Хэйхэ проходил уже на территории обоих городов. В 2017 году создан сводный международный оркестр, ставший визитной карточкой Благовещенска и Хэйхэ. В течение нескольких лет проводился российско-китайско-мексиканский фестиваль «На стыке трёх культур», который показал уровень мастерства хореографического ансамбля «Ровесники», ансамблей из Китая и Мексики.
На протяжении более 10 лет в Благовещенске и Хэйхэ проходит Международный российско-китайский молодежный форум, позволяющий инициативным молодым людям двух городов находить партнеров в сопредельном государстве и совместно воплощать новаторские проекты в сфере новых технологий, трансграничной коммерции, экономике, культуре и т. д.
В июне 2019 года состоялся юбилейный, Х Международный фестиваль «Российско-китайская ярмарка культуры и искусства». Ежегодно в мероприятии принимают участие самодеятельные и профессиональные творческие коллективы и исполнители, мастера декоративно-прикладного искусства, художники, фотохудожники, писатели из Российской Федерации и КНР. Программа фестиваля включает выставки изобразительного и декоративно-прикладного искусства, фотовыставки, выставки музейных экспонатов, концертные программы, творческие встречи, обмен творческими делегациями России и Китая.
В сопредельных городах на протяжении многих лет при поддержке муниципальных властей проходят международные соревнования по бадминтону, скандинавской ходьбе, настольному теннису, баскетболу, волейболу с участием китайских команд из городов Хэйхэ, Удаляньчи, Харбин, Пекин.
Проект Ассоциации пожилых людей, танцевально-оздоровительный клуб «Танцы для здоровья», ежегодно принимает участие в международных фестивалях, конкурсах и совместных выступлениях с китайскими танцевальными коллективами. В 2017 году на первом российско-китайском конкурсе народных танцев в Харбине коллектив занял второе и третье места. В 2018 году там же клуб представляли две команды, ставшие лауреатами фестиваля. В этом же году в Благовещенске состоялся фестиваль «Серебряный возраст». Китайская сторона была представлена двумя командами из 70 человек, с российской стороны приняли участие 20 команд из амурских населенных пунктов. Первое место заняла команда «Незабудки» из Благовещенска. В сентябре 2018 года в Харбине танцоры клуба приняли участие в международном флешмобе, во время которого был установлен новый мировой рекорд по версии Книги рекордов Гиннесса — в номинации «Самый массовый танцевальный флешмоб в стиле диско».
С 2016 года на льду реки Амур между Благовещенском и Хэйхэ ежегодно проводятся международные хоккейные матчи. Это уникальное мероприятие, аналогов которому в мире очень мало, так как оно проходит прямо на государственной границе.